# Ахмедов, Камалутдин Магомедрасулович
Камалутди́н Магомедрасу́лович Ахме́дов (14 апреля 1986, Махачкала) — российский футболист, защитник. Мастер спорта России (2016).

## Карьера
Воспитанник СДЮШОР ФК «Анжи» и СДЮШОР ФК «Спартак» (Москва). Первый тренер в «Спартаке» — Михаил Буренков.

### «Спартак» (Москва)
Заниматься футболом Ахмедов начинал в родном Дагестане, в спортшколе «Анжи». Когда Ахмедову исполнилось 11 лет, он продолжил обучение в столичном «Спартаке». Именно здесь ему было суждено начать свою профессиональную карьеру. В 2002 году был приглашён в дубль команды и, несмотря на свой возраст 16 лет, уже тогда рассматривался тренерами красно-белых Вячеславом Грозным и Олегом Романцевым как игрок основного состава, однако до 2004 года не выступал за основную команду, играя в дубле. 3 мая 2004 года дебютировал в премьер-лиге в матче против «Алании» (0:1) — на 28-й минуте заменил травмированного Парфёнова. В этом же сезоне провёл ещё три матча за клуб в чемпионате, в двух из них, против «Кубани» (1:1), и вновь против «Алании» (2:0), отыграл все 90 минут, а в матче против «Ростова» вышел лишь на пять минут, заменив в концовке встречи Юрия Ковтуна. В том же году состоялся дебют Ахмедова в Кубке России. 31 июля он провёл 71 минуту в противостоянии с липецким «Металлургом» (0:2).
В 2004 году сыграл за «Спартак» в четырёх (два против «Камен Инграда» (4:1) и (0:1) и два против «Вильярреала» (1:0) и (2:2)) матчах на Кубок Интертото. В августе того же года, вместе с Павлом Погребняком, Георгием Ломая и Александром Данишевским перешёл в подмосковные «Химки», которые на тот момент возглавлял бывший президент «Спартака» Андрей Червиченко.
На протяжении трёх лет, проведённых в «Спартаке», за вторую команду сыграл 63 матча, забил 7 голов и заработал 17 жёлтых карточек.

### «Химки» и «Факел»
Остаток сезона 2004 года провёл в «Химках» в первом дивизионе. Клуб дошёл до финала Кубка России, где уступил ЦСКА со счётом 0:1. Сам Ахмедов в финальном матче участия не принимал, так как к тому времени он уже выступал в «Факеле» на позиции полузащитника на протяжении всего 2005 года, отыграл 21 матч.

### «Алания»
В 2006 году перешёл в «Спартак» Владикавказ, через год стал капитаном команды. Его уверенная игра в обороне во многом помогла «Алании» занять первое место в зоне «Юг» второго дивизиона и выйти в первый дивизион. В 2008 году он уступил капитанскую повязку более опытному Джамбуладу Базаеву, а уже в 2009 с приходом нового главного тренера Валерия Петракова потерял место в составе. 16 июня 2009 года Петраков объявил о том, что 21 июня Ахмедов отправляется на сборы с другой командой. Как стало известно позднее, этой командой стал пермский «Амкар», выступающий в премьер-лиге. Вместе с командой Ахмедов отправился в Австрию, в город Линдабрунн, где из трёх контрольных матчей сыграл в двух (против «Дуклы» (0:0) и «Рапида» (5:2)) и произвёл неплохое впечатление на руководство и тренеров. Но в итоге покинул расположение команды, так и не подписав контракт.
После ухода Валерия Петракова из «Алании» и назначения на его пост Мирчи Редника, у Ахмедова появилась возможность вновь заиграть в основном составе. 17 августа 2009 года он впервые за долгое время сыграл за владикавказцев в контрольном матче против команды «Алания-2». Отыграл один тайм, в перерыве был заменён. 28 августа вместе с Битаровым, Дубенским и Мысиным, был отзаявлен из «Алании».

### Возвращение в «Химки»
31 августа 2009, под самый конец дозаявочной кампании, был заявлен за «Химки», выступавшие в премьер-лиге. На момент перехода «Химки» с десятью очками занимали последнее, 16-е место в турнирной таблице, отставая от ближайшего конкурента, «Спартака-Нальчика») на 7 очков. C 8 по 11 сентября 2009 «Химки» проводили сборы в Туапсе. 9 сентября состоялся контрольный матч с дублирующим составом местного «Краснодара» (3:0). Ахмедов отыграл за клуб второй тайм.. 11 сентября впервые сыграл за молодёжную команду «Химок». На матч против «Кубани» (2:1) он вышел в стартовом составе и отыграл 61 минуту. 29 сентября дебютировал за основную команду. В игре с «Москвой» отыграл весь матч. На 79 минуте сфолил в своей штрафной на Епуряну, арбитр встречи Сергей Карасёв назначил пенальти и показал Ахмедову жёлтую карточку. Одиннадцатиметровый реализовал Звонимир Вукич. «Химки» в этом матче проиграли 0:3 и фактически обеспечили себе вылет из премьер-лиги. Для Ахмедова это был пятый матч в высшей лиге за всю карьеру.
В январе 2010 контракт Ахмедова закончился, и он не стал его продлевать. В феврале 2010 отправился в Турцию на сборы с самарскими «Крыльями Советов», где принял участие в контрольном матче против узбекского «Шуртана» и белорусского «Нафтана». Однако контракт Ахмедов не подписал, так как на тот момент самарский клуб не мог регистрировать новых игроков из-за имевшихся задолженностей.

### «Газовик»
19 апреля 2010 заключил контракт с «Газовиком», выступавшим в зоне «Урал-Поволжье» второго дивизиона. 26 апреля дебютировал в основном составе в матче с командой «Рубин-2» (3:2). Отыграл весь матч, на 74-й заработал предупреждение. 29 апреля сыграл за свою новую команду первый матч в кубке России и вновь провёл на поле все два тайма. Игра против «Носты» завершилась победой «Газовика» со счётом 2:1.
10 июня 2010 года в матче против «Горняка» на 67-й минуте мощным дальним ударом со штрафного Ахмедов забил свой первый гол за оренбуржцев. Итоговый счёт — 3:2 в пользу «Газовика». До этого он последний раз отличался лишь в 2008 году в составе «владикавказской Алании». За короткий отрезок времени стал не только стопроцентным игроком основы, но и оплотом обороны и практически незаменимым игроком своей новой команды.
12 июля 2010 года автомобиль под управлением Ахмедова попал в ДТП на трассе Оренбург—Орск. Ахмедов на своём BMW на скорости 150 км/ч и без водительского удостоверения врезался в стоящий на красном свете автомобиль ВАЗ-2110, который наехал на стоявший спереди автобус Hyundai. В результате ДТП пострадало 4 человека. Несмотря на то, что алкогольного опьянения у футболиста обнаружено не было, футболист признал свою вину в случившемся и в дальнейшем оказывал всяческую поддержку пострадавшим и их семьям. Руководство клуба «Газовик» приняло решение оставить Ахмедова в команде и не применять к нему штрафных санкций.
17 октября 2010 года, после выездной ничьи (1:1) в матче с «Академией», стало известно, что по итогам сезона «Газовик» досрочно вышел в первый дивизион, заняв первое место в зоне «Урал-Поволжье». С 9 по 15 ноября 2010 года «Газовик» принимал участие в кубке ПФЛ, который проходил на БСА «Лужники». Ни в одном из матчей Ахмедов участия не принимал. Клуб взанял второе место на турнире. 7 декабря было сообщено, что контракт с командой был продлён.
7 мая 2011 года, в матче против своей бывшей команды − «Алании» − Ахмедов провёл на поле все 90 минут и создал несколько опасных моментов. Итоговый счёт — 0:0. После этой игры впервые попал в символическую сборную тура. 25 мая, в матче с «Нижним Новгородом», забил первый гол в новом сезоне. После 13-го тура вновь оказался в числе лучших игроков лиги. В предпоследнем матче первого круга − 27 июня против «СКА-Энергии» (2:3) — получил травму и был заменён на 42 минуте. В последних числах августа вновь получил повреждение колена. К полноценным тренировкам приступил в конце ноября.
26 марта 2012 года в первом матче второго этапа первенства ФНЛ против «Черноморца» забил свой шестой гол за «Газовик», обеспечив тем самым победу 2:0. 27 мая, проиграв последний матч сезона калининградской «Балтике» (1:2), «Газовик» вылетел обратно во второй дивизион. Однако, несмотря на понижение в классе, Ахмедов остался в команде

## Статистика выступлений
| Клуб             | Сезон            | Чемпионат | Чемпионат | Кубки | Кубки | Дубль | Дубль | Еврокубки | Еврокубки | Всего | Всего |
| Клуб             | Сезон            | Игры      | Голы      | Игры  | Голы  | Игры  | Голы  | Игры      | Голы      | Игры  | Голы  |
| ---------------- | ---------------- | --------- | --------- | ----- | ----- | ----- | ----- | --------- | --------- | ----- | ----- |
| Спартак (Москва) | 2002             | 0         | 0         | 0     | 0     | 25    | 1     | 0         | 0         | 25    | 1     |
| Спартак (Москва) | 2003             | 0         | 0         | 0     | 0     | 27    | 1     | 0         | 0         | 27    | 1     |
| Спартак (Москва) | 2004             | 4         | 0         | 2     | 0     | 11    | 5     | 4         | 0         | 21    | 5     |
| Спартак (Москва) | Итого            | 4         | 0         | 2     | 0     | 63    | 7     | 4         | 0         | 73    | 7     |
| Химки            | 2004             | 9         | 0         | 1     | 0     | —     | —     | —         | —         | 10    | 0     |
| Факел (Воронеж)  | 2005             | 21        | 0         | 1     | 0     | —     | —     | —         | —         | 22    | 0     |
| Алания           | 2006             | 23        | 1         | 2     | 0     | —     | —     | —         | —         | 25    | 1     |
| Алания           | 2007             | 31        | 2         | 1     | 0     | —     | —     | —         | —         | 32    | 2     |
| Алания           | 2008             | 32        | 2         | 0     | 0     | —     | —     | —         | —         | 32    | 2     |
| Алания           | 2009             | 0         | 0         | 0     | 0     | —     | —     | —         | —         | 0     | 0     |
| Алания           | Итого            | 86        | 5         | 3     | 0     | —     | —     | —         | —         | 89    | 5     |
| Химки            | 2009             | 4         | 0         | 0     | 0     | 1     | 0     | —         | —         | 5     | 0     |
| Газовик          | 2010             | 21        | 3         | 3     | 0     | —     | —     | —         | —         | 24    | 3     |
| Газовик          | 2011/12          | 30        | 5         | 1     | 0     | —     | —     | —         | —         | 31    | 5     |
| Газовик          | 2012/13          | 3         | 0         | 0     | 0     | —     | —     | —         | —         | 3     | 0     |
| Газовик          | Итого            | 54        | 8         | 4     | 0     | —     | —     | —         | —         | 58    | 8     |
| Всего за карьеру | Всего за карьеру | 178       | 13        | 11    | 0     | 64    | 7     | 4         | 0         | 257   | 20    |

Отредактировано по состоянию на 5 августа 2012 года

## Достижения
Химки:
- Финалист Кубка России: 2004/05